# Шонах-ім-Шварцвальд
Шонах-ім-Шварцвальд (нім. Schonach im Schwarzwald) — громада в Німеччині, знаходиться в землі Баден-Вюртемберг. Підпорядковується адміністративному округу Фрайбург. Входить до складу району Шварцвальд-Бар.
Площа — 36,71 км2. Населення становить 4022 ос. (станом на 31 грудня 2020).